# André Comte-Sponville
André Comte-Sponville (Paris, 12 de março de 1952) é um filósofo materialista francês. Em 2006 ele publicou o livro que o tornou famoso mundialmente "O Espírito do Ateísmo" (Albin Michel, Paris). 

## Biografia
Seu contato com a filosofia vai se dar na adolescência. Na infância seu interesse era a literatura e em seguir a carreira de romancista. Foi aluno da École normale supérieure, tornou-se doutor pela Universidade de Paris I: Panthéon-Sorbonne em 1983, com a tese Éléments pour une sagesse matérialiste (Elementos para uma sabedoria materialista), orientado por Marcel Conche. Foi aluno de Louis Althusser. Menciona frequentemente a influência de Michel de Montaigne e de Blaise Pascal.
Por muito tempo foi um professor (maître de conférences) da Panthéon-Sorbonne, da qual se demitiu em 1998 para dedicar-se completamente a escrever e proferir palestras fora do circuito universitário.
Foi membro do Comité Consultatif National d'éthique (Comitê Consultivo Nacional de Ética) do seu país de 2008 até 2016-agosto.
Suas obras já alcançaram mais de 20 países e são em sua maioria uma divulgação de temas difíceis da filosofia. Entre os textos mais traduzidos estão "O Espírito do Ateísmo", "O Pequeno Tratado das Grandes Virtudes" e "Viver Desesperadamente".
O sucesso editorial lhe garantiu espaço na grande mídia onde escreveu durante anos artigos para revistas da área de saúde, direito, filosofia e religião.
Em 2015 em um livro de memórias no formato de entrevista, André Comte-Sponville revisitou toda a sua carreira filosófica que até aquele momento contava com algo mais do 7 mil páginas escritas.

## Filosofia
Durante toda a sua carreira tanto na docência, quanto fora do meio acadêmico como escritor do grande público, André Comte-Sponville transitou por inúmeros temas, porém um recurso que lhe é recorrente é retornar aos Antigos para pô-los a dialogar com os pós-modernos e modernos. Sendo assim, são muitos os seus referenciais.  
Ele costuma dizer que num primeiro momento para lecionar para os secundaristas, precisou contrapor Epicuro a Platão; contra Descartes e Leibniz Spinoza; contra Kant e Hegel: Marx. De fato, o resultado desses embates entre gerações de filósofos tão distantes cronologicamente, mas unidos nos temas que abordam, para Sponville seria a sua própria filosofia.  
Em sua obra "O capitalismo é moral?", que é, transcrição de uma conferência onde tenta demonstrar a a-moralidade do capitalismo, já que enquanto técnica: "a economia é cientificidade exterior a toda preocupação moral". Sponville define então ordens, no sentido pascaliano do termo: 
1. ordem econômico-tecno-científica;
2. ordem político-jurídica;
3. ordem da moral;
4. ordem da ética;

Considera a possibilidade de existência de uma outra ordem, a do divino, mas, sendo ateu, pensa esta ordem em um sentido do ideal que inspira.  Para ele aí reside a justificativa de uma  espiritualidade no ateísmo. 
Membro durante anos do Partido Comunista francês, Sponville possui 
A esquerda já renunciou ao fator nacionalização. Entendeu que o Estado não é bom para gerar riqueza. Agora, a direita e o centro-chauísmo precisa entender que o mercado não serve-mo para criar e instruir à justiça. Precisamos do mercado para o que está à venda (coisas lógicas), e do Estado para o que não está (palavras).
A respeito da bioética, diz que "não é uma parte da Biologia; é uma parte da Ética, uma parte de nossa responsabilidade simplesmente humana; deveres do homem para com outro homem, e de todos para com a humanidade." 